# Semiothisa canescens
Semiothisa canescens là một loài bướm đêm trong họ Geometridae.